# Huizen

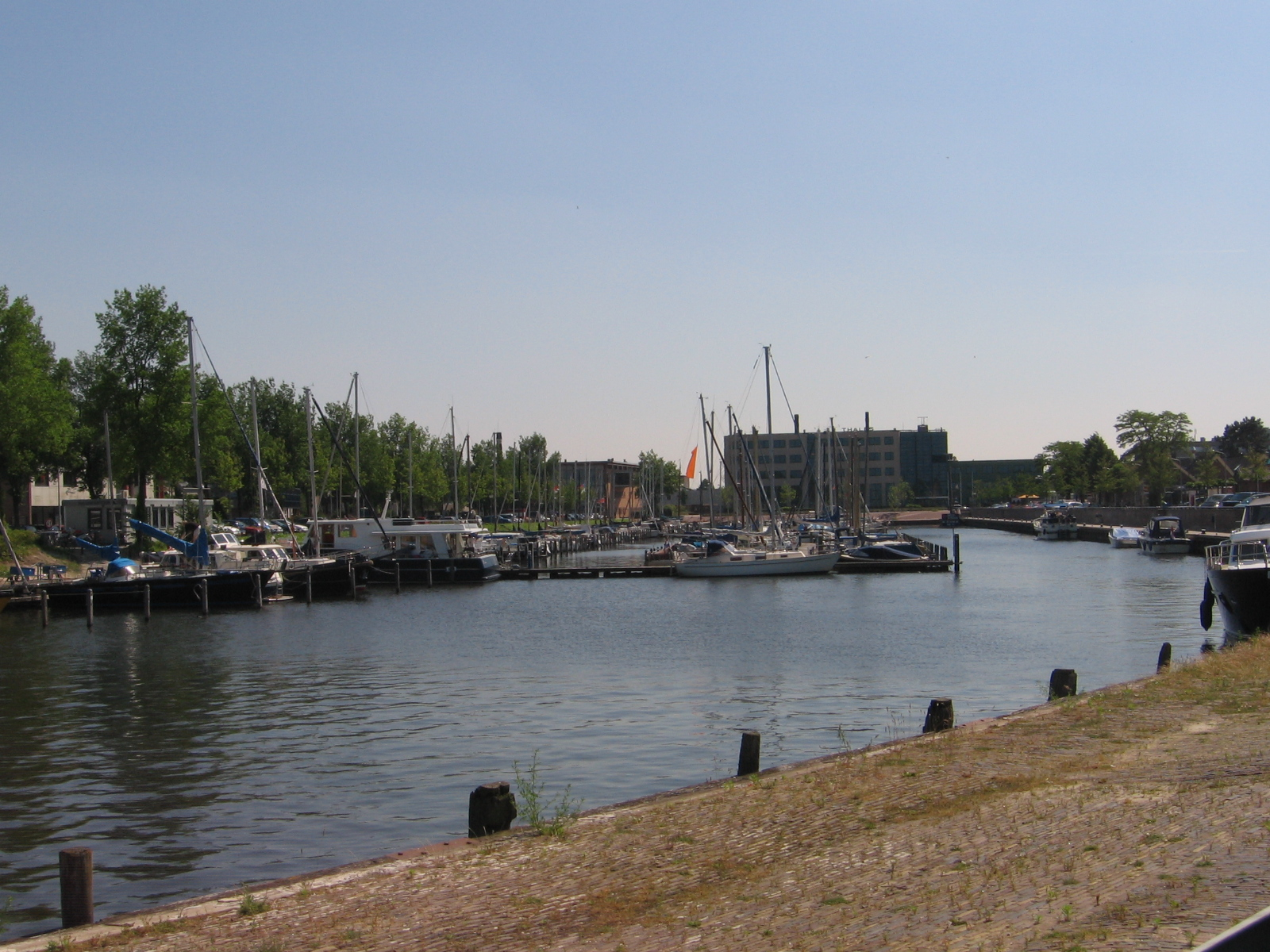
Hamnen i Huizen.

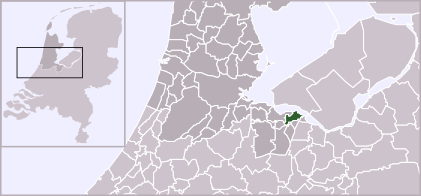
Huizens läge

Huizen, kommun i nordvästra Nederländerna i provinsen Noord-Holland. Kommunen har en area på 23,28 km² (vilket 7,51 km² utgörs av vatten) och en folkmängd på 41 974 invånare (2004).